# Корі Гірш
Корі Гірш (англ. Corey Hirsch; нар. 1 липня 1972, Медисин-Гет, Канада) — канадський хокеїст, воротар. Тренер воротарів «Сент-Луїс Блюз» у Національній хокейній лізі (НХЛ).   

## Ігрова кар'єра
Виступав за «Камлупс Блейзерс» (ЗХЛ), «Нью-Йорк Рейнджерс», «Бінгемтон Рейнджерс» (АХЛ), «Ванкувер Канакс», «Сірак'юс Кранч» (АХЛ), «Мілвокі Адміралс» (ІХЛ), «Юта Гріззліз» (ІХЛ), «Вашингтон Кепіталс», «Олбані Рівер-Ретс» (АХЛ), «Цинциннаті Сайклонс» (ІХЛ), «Портленд Пайретс» (АХЛ), «Філадельфія Фантомс» (АХЛ), «Даллас Старс», ХК «Тімро», «Кассель Хаскіс», ХК «Мальме».
В чемпіонатах НХЛ — 108 матчів, у турнірах Кубка Стенлі — 6 матчів.
У складі національної збірної Канади учасник зимових Олімпійських ігор 1994 (8 матчів); учасник чемпіонату світу 1995 (8 матчів).

## Досягнення та нагороди
- Срібний призер зимових Олімпійських ігор (1994)
- Бронзовий призер чемпіонату світу (1995)
- Чемпіон ЗХЛ (1990, 1992)
- Трофей Дела Вілсона (1992)
- Пам'ятна нагорода База Бастьєна (1993)
- Пам'ятна нагорода Реда Гарретта (1993)
- Пам'ятна нагорода Гаррі Голмса (1993)

## Тренерська кар'єра
Тренер воротарів молодіжної збірної Канади у 2007 та 2008 роках.
Тренер воротарів «Торонто Мейпл-Ліфс» (2009–10, НХЛ)
Тренер воротарів «Сент-Луїс Блюз» (з 2010, НХЛ)